# Oilioll I Mor
Oilioll (Ailill) I Mor („Wielki”) lub Ailill mac Mata – legendarny król Connachtu ok. 1 n.e., postać występująca w cyklu ulsterskim, trzeci mąż królowej Connachtu Medb, córki Eochaida IX Feidlecha, zwierzchniego króla Irlandii.

## Pochodzenie
Duald MacFirbis (zm. 1670), ostatni dziedziczny historyk irlandzki, dysponujący zaginionymi obecnie rękopisami, przekazał nam, że Oilioll był synem Maty, syna Srobgenda. Mata należał zaś do Clanna Dedad oraz był w 23-cim stopniu potomkiem Itha, stryja Mileda. Istnieje także bardziej znana wersja, ale mniej wiarygodna. Według niej Oiliolll miał być synem Rossy Ruada („Czerwonego”), króla Leinsteru i Maty Muiresc. Táin Bó Cúailnge opowiada, że Medb wybrała go na męża spośród różnych kandydatów, ponieważ spełniał trzy kryteria: był bez ubóstwa, zazdrości lub obawy.
Ailill i Medb posiadali siedmiu synów o tym samym imieniu Maine. Pierwotnie mieli inne imiona. Otrzymali je po tym, jak Medb zapytała druida, który z jej synów zabije Conchobara i uzyskała odpowiedź „Maine”. Proroctwo spełniło się, kiedy Maine Andoe poszedł zabić Conchobara, syna Arthura, syna Bruide, a nie króla Conchobara mac Nessa z Ulaidu.

## Táin Bó Cúailnge
Ailill był jedną z głównych postaci epopei Táin Bó Cúailnge („Uprowadzenie byków z Cooley”). Zorganizował wyprawę do Ulaidu, celem kradzieży nagrodzonego byka Donna Cúailnge′a. Prolog do późniejszej wersji sagi opowiada, że to był wynik sporu między Ailillem a Medb, który z nich był bogatszy. Ich bogactwo było równe, poza jedną rzeczą: bykiem Finnbennachem, który urodził się w stadzie Medb. Pomyślał on, że to byłoby poniżej jego godności, gdy ten byk należał do kobiety, po czym przeniósł go do swego stada. Jedynym bykiem w Irlandii, równym co do znaczenia, był Donn Cúailnge. Więc postanowił go nabyć go dla Medb, celem przywrócenia równości stanu posiadania. Fergus II mac Roich, były król Ulaidu, został wybrany, by prowadzić armię. Po drodze doszło do podziału armii na dwie części. Oilioll kierował jedną częścią, a Medb i Fergus drugą. Ci korzystając z okazji, sypiali ze sobą. Jednak podejrzewający Oilioll wysłał swego woźnicę, Cuilliusa, by szpiegował ich. Ten korzystając z okazji, ukradł miecz Fergusa. Ailill zdecydował się wybaczyć Medb z powodu jej prawdopodobnych prób zapewnienia lojalności Fergusa. Bowiem trzymała jego miecz w bezpiecznym miejscu.
Z powodu boskiego przekleństwa na Ulaid, najazd został powstrzymany przez legendarnego herosa Cúchulainna. Medb i Ailill zaoferowali mu swą córkę Finnabair za żonę, ale bez skutku. Po tym, jak Conchobar III mac Nessa w końcu zebrał armię Ulaidu, Oilioll oddał Fergusowi jego miecz i ostatecznie doszło do bitwy. Wojownicy Connachtu byli zmuszeni wycofać się, zabierając ze sobą byka Donna Cúailnge'a do Cruachain, centrum Connachtu. Tam byk walczył z Finnbhennachem, którego zabił, po czym sam zdechł od ran. 

## Ostatnie lata
Po pewnym czasie Ailill zobaczył swą żonę kąpiącą się z Fergusem w jeziorze. Wybuchnął zazdrością, następnie rozkazał swemu dworzaninowi zabić go. Ten rzucił włócznią w Fergusa, trafiając go w klatkę piersiową. Ranny Fergus wydostał się z wody. Wyciągnął włócznię, którą zabił ogara Aililla, po czym zmarł.  
W późnym okresie życia, Conall Cernach, heros ulsterski, przybył do Aililla i Medb, jako jedynej rodzinie w Irlandii, która mogła zadowolić jego ogromny apetyt. Medb, widząc Oilolla z inną kobietą, zażądała od Conalla, by zabił go. Ten był szczęśliwy z nadarzającej się okazji zemszczenia się za śmierć Fergusa. Conall, po zadaniu śmiertelnego ciosu, uciekł, ale został dopadnięty i zabity przez ludzi Connachtu, wysłanych przez umierającego Oiliolla, przy Ballyconnell w hrabstwie Cavan.

## Potomstwo
Oilioll i Medb posiadali siedmiu synów oraz cztery córki:
- Fedlimid, znany także jako Maine Athramail („Podobny do Matki”), przyszły król Connachtu; miał dwóch synów:
  - Cairbre, przyszły król Connachtu; miał syna:
    - Eochaid III, przyszły król Connachtu

  - Noithe, miał syna:
    - Oilioll Erann, przodek ludu Érainn z Dún Cermna
- Maine Mathramail („Podobny do Matki”)
- Maine Andoe („Bystry”)
- Maine Morgor („Wielce Sumienny”)
- Maine Mingor („Słodko Sumienny”)
- Maine Moepirt („Nie do Opisania”) lub Milscothach („Miodny Język”)
- Maine Cotagaib Uli lub Gaib Uile („Mający Wszystkie Zalety”)
- Finnabair (Findabair), przyszła kochanka herosa Fraecha
- Cainder, córka
- Faife, córka
- Sadb Sulbair, córka